# New Home
New Home è una città della contea di Lynn, nello Stato del Texas, negli Stati Uniti. Secondo il censimento del 2020, possedeva una popolazione di 326 abitanti.

## Geografia fisica
Secondo l'Ufficio del censimento degli Stati Uniti, ha una superficie totale di 1,00 mi² (2,59 km²).
New Home è situata nella regione del Llano Estacado.

## Storia
La comunità agricola di New Home faceva originariamente parte del Deuce of Hearts Ranch. Una porzione del ranch è stata lottizzata e aperta all'insediamento negli anni 1890. Inizialmente la comunità si chiamava Deuce of Hearts, ma il nome è stato poi cambiato in New Home. Tra il 1905 e il 1910 era iniziata la pratica dell'agricoltura nella zona, ma soltanto negli anni '30 era nata una vera e propria comunità. L'economia di New Home è sempre stata strettamente legata alla produzione e sgranatura del cotone. Nel 1985, la New Home Co-op Gin produceva 12.000 balle di cotone.

## Società

### Evoluzione demografica
Secondo il censimento del 2020, la popolazione era di 326 abitanti. Al precedente censimento, quello del 2010, la popolazione era di 334 abitanti.